# Bedwin Hacker
Pour plus de détails, voir Fiche technique et Distribution.
Bedwin Hacker est un thriller tunisien de Nadia El Fani sorti en 2003.

## Distribution
- Sonia Hamza : Kalt
- Muriel Solvay : Julia
- Tomer Sisley : Chams
- Nadia Saiji : Frida
- Xavier Desplas : Zbor
- Alberto Canova
- Najoua Zouhair
- Nejib Belkadhi
- Ahmed Hafiane
- Lilia Falkat
- Rinda Dabbegh
- Habiba Trabelsi
- Bechir El Fani
- Attilio Di Costanzo